# Anders Bonde
Anders Bonde (født 8. april 1977) er en dansk standupkomiker og tekstforfatter, som skriver og optræder på både dansk, tysk og engelsk.

## Radio
Anders Bonde er kendt som vært på eftermiddagsprogrammet Wichmann & Bonuseffekten på TV 2 Radio sammen med Ricco Wichmann. Fra november 2008 til december 2009 var han vært på Danmarks Radios digitale ungdomskanal P5000 sammen med komikeren og journalisten Anders Stjernholm og Paradise Hotel-pigen Mascha Vang. 

## Tekstforfatter
Anders Bonde benyttes ofte som tekstforfatter på oneman shows, radio og tv-programmer. Han har f.eks. været tekstforfatter for Lars Hjortshøj på radioshowet Alletiders Morgen og Wichmann, Gintberg & Partners med Jan Gintberg begge på TV 2 Radio. Han var også tekstforfatter på Lars Hjortshøjs oneman show Lars Hjortshøj – I Virkeligheden.
I 2011 var han ansat ved Douglas Entertainment som eneste tekstforfatter på de første to sæsoner af Lasse Rimmers talkshow Den Blinde Vinkel på TV 2. Til TV har han desuden tidligere været tekstforfatter på blandt andet TV3-programmet Grillet.

## Andet
Han var desuden skribent på bagsiden af JP Århus sammen med kollegaen Niels-Peter Henriksen i flere år under pseudonymet BondeHenriksen. Mange kender ham også fra hans telefonjokes, som har kørt på en række danske radioer, og som ikke mindst blev populært på YouTube[kilde mangler].

## Privatliv
I november 2009 valgte han at opsige sin stilling ved DR, efter at det kom frem, at han havde chattet under falsk identitet som caster til et modelbureau for at komme i kontakt med en 15-årig pige.

## Tyskland
I november 2010 havde Anders Bonde standupdebut på tysk i Kiel. Han har siden haft en række shows i Tyskland på tysk med gode anmeldelser til følge.[kilde mangler]

## Nomineringer
- Zulu Awards 2008 – Årest bedste radioprogram
- Prix Radio – Årets Satire 2009
- Årets Radiovært “Den Gyldne Mikrofon” 2009
- Zulu Awards 2010 – Årets bedste radioprogram